# Xã Maple River, Michigan
Xã Maple River (tiếng Anh: Maple River Township) là một xã thuộc quận Emmet, tiểu bang Michigan, Hoa Kỳ. Năm 2010, dân số của xã này là 1.348 người.